# Керченский политехнический колледж
Керченский политехнический колледж — государственное бюджетное профессиональное образовательное учреждение Республики Крым, которое было основано в 1930 году в городе Керчь.

## История
Изначально колледж себя позиционировал, как «горно-металлургический техникум», который в довоенные времена выпускал мастеров для работы в комплексе Керченского металлургического завода им. Войкова и горно-металлургического профиля Камыш-Бурунского железорудного комбината по таким направлениям, как «Производство литейное», «Рудная геология», «Производство доменное», «Обогащение и агломерация руд», «Производство прокатное», «Разработка месторождений полезных ископаемых».
В годы Великой Отечественной войны была произведена эвакуация техникума на Урал. Там он продолжил свою работу в качестве среднего специального учебного заведения. В 1945 техникум вернулся в Керчь и стал выпускать мастеров для предприятий Министерства черной металлургии, а также для шахт и заводов Украины (Кривого Рога, Павлограда, Днепропетровска). По запросу Министерства черной металлургии Украины с 1963 года к горно-металлургическим специальностям в техникуме были добавлены новые, а именно: бухгалтеры, экономисты, техники-автомобилисты, строители. При этом основной упор оставался на специальностях горно-металлургического профиля. С 1990 года техникум стал квалифицироваться как политехнический. В 1992 году произошла реформа системы образования, в связи с чем добавлена заочная форма обучения и отменена вечерняя форма обучения.
В 2011 году Керченский политехнический техникум был реформирован в Керченский политехнический колледж. Он стал частью Национального университета пищевых технологий на основании приказа Министерства образования и науки Украины.
11 апреля 2014 года Керченский политехнический колледж стал официальной собственностью Республики по приказу Государственного Совета Республики Крым.
17 октября 2018 года в колледже произошло массовое убийство. В результате взрыва и стрельбы погиб 21 человек из числа учащихся и персонала учебного заведения, включая предполагаемого нападавшего — Владислава Рослякова; пострадали 67 человек.

## Деятельность
Функционирование Керченского политехнического колледжа осуществляется согласно лицензии № 0019 от 29 сентября 2015 года, которая была выдана Министерством молодежи, образования и науки Республики Крым. Колледж выпускает экспертов среднего уровня, специализированных в сфере технологий машиностроения, экономики, производства тугоплавких изделий, неметаллических изделий, бухгалтерского учета, технологии изготовления продукции общественного питания, товароведения, права и предприятия социального обеспечения и др. Выпускники могут работать техниками-технологами, сварщиками, техниками-механиками, юристами, слесарями по ремонту строительных машин, бухгалтерами, поварами-кондитерами, товароведами-экспертами, парикмахерами.
В 2017/2018 учебном году в колледже проходил обучение 1 тыс. 61 студент, в том числе 863 — очно.
Педагогический состав насчитывает 73 работника.

## Знаменитые выпускники
- Геращенко, Иван Абрамович — Герой Советского Союза, участник Великой Отечественной войны, сержант.
- Кокорин, Анатолий Михайлович — Герой Советского Союза, младший лейтенант, участник Великой Отечественной войны.
- Салий, Александр Иванович — депутат Государственной думы второго и третьего созывов (1995—2003) от КПРФ.

## Музей боевой славы
Одним из главных достояний колледжа является Музей боевой славы. Он был открыт 7 апреля 2015 года. Особенность музея состоит в том, что в его создании участвовали как педагогический состав, так и студенты 4-го курса. Стены музея художник решила оформить Митридатской улочкой и сценой Аджимушкайской штольни. В течение многих лет с каждого уголка Керчи собирались ценные экспонаты, за которыми ранее можно было наблюдать в уголке боевой славы. В Музее собраны материалы Великой Отечественной войны, арт- выставки по Крымской войне 1853—1856 г.г., также представлена фотовыставка «Огненные годы Керчи».

## Адрес
Здания колледжа построены в 1955—1979 годах. Находятся по адресам: ул. Войкова, дом 1 и дом 5 на северо-востоке города. Общая площадь составляет 47,8 тыс. м², площадь учебных помещений — 23,3 тыс. м².